# Renato Galeazzi

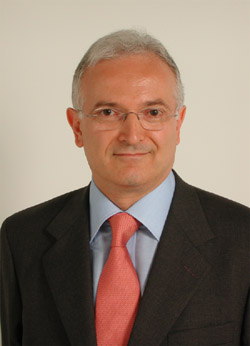
O político italiano Renato Galeazzi.

Renato Galeazzi (nascido em 22 de outubro de 1945) é um político italiano que foi deputado (de 2001 a 2008) e prefeito de Ancona (de 1993 a 2001).